# باند کی‌ای
باند کی‌ای (انگلیسی: Ka band) بخشی از قسمت ریزموج طیف الکترومغناطیسی است که در بازه بسامد میان ۲۶٫۵ تا ۴۰ گیگاهرتز (طول‌موج‌های اندکی بیشتر از ۱ سانتی‌متر تا ۷٫۵ میلی‌متر) تعریف می‌شود.
باند کی‌ای در ارتباطات ماهواره‌ای امکان ارتباط با پهنای باند بالاتر را فراهم می‌کند. این باند نخستین بار به‌صورت آزمایشی در شبکه ماهواره‌ای گیگابیت ACTS به‌کار گرفته شد و اکنون برای بازده بالا در اینترنت ماهواره‌ای در مدار زمین‌ثابت توسط سامانه اینمارست I-5 و ماهواره کاسیفیک K-1، در مدار نزدیک زمین توسط سامانه استارلینک شرکت اسپیس‌اکس و ماهواره‌های ایریدیوم نکست و نیز در مدار متوسط زمین توسط سامانه O3b اس‌ای‌اس اس.آ. و همچنین در تلسکوپ فضایی جیمز وب به‌کار می‌رود.